# مجزرة تلكيف
مجزرة تلكيف هي مجزرة حدثت في قرية تلكيف بحق قاضي يدعى أمجد المفتى و استاذ يدعى عمر الشعار بعد الأحداث الدامية التي حصلت في انقلاب الشواف، فقُطعت أطرافها وحُرقت جثتيهما ومُر فوقها بالمحدلة.

## خلفية
في صباح 9 آذار 1959 خرج أمجد وعمر لشراء بعض متطلباتهم المنزلية بعد حظر التجوال في الموصل بسبب الأحداث الواقعة هناك، وعند وصولهم صاح عليهم أحد الأشخاص «هذا بعثي!» فهربا ولجؤوا الى مركز للشرطة، ولكن ذلك لم يجدي، وفي اليوم التالي أُخذا بسيارة إلى منحدر وهناك اطلقا عليها رصاص وقُطعا وتم المرور فوق جثتيهما بالمحدلة، وحُرقت جثتيهما.